# Дионисий IV
Дионисий IV Серогланис Муселимис Комнин (?, Константинополь — 23 сентября 1696, Тырговиште) — патриарх Константинопольский, избиравшийся 5 раз (1671—1673, 1676—1679, 1682—1684, 1686—1687 и 1693—1694).
В январе 1672 года под председательством Дионисия в Константинополе состоялся Собор. Его созвали из-за конфессиональных споров между католиками и кальвинистами во Франции. Обе стороны стремились доказать, что их вероучение разделяется православными Церквами. Собор дал ответы на обсуждавшиеся в полемике вопросы богословия таинств и других аспектов церковного учения (первородный грех, оправдание благодатью, необходимость епископского сана и др.).

## Переход Киевской митрополии под власть Московского патриархата
В период третьего и четвёртого патриаршества Дионисий был вовлечён в дело о переподчинении Киевской митрополии Константинопольского патриархата Московскому патриарху. По настойчивым просьбам будущего Киевского митрополита Гедеона Святополк-Четвертинского и гетмана И. Самойловича из Москвы в Константинополь к предшественнику Дионисия патриарху Иакову был отправлен посол-грек Захария Иванов (Софир) с целью получить грамоту о передаче Киевской митрополии под управление Московского патриарха. Патриарх Иаков отказался дать согласие без разрешения османского везира. Московское правительство не стало обращаться к везиру и 8 ноября 1685 года архиепископ Луцкий Гедеон был возведён Московским патриархом Иоакимом на Киевскую митрополичью кафедру. Тогда же в Константинополь отправились послы гетмана И. Самойловича Иван Лисица и дьяк Никита Алексеев с грамотами от Московского патриарха Иоакима и царей Иоанна V и Петра I с просьбой утвердить переход Киевской митрополии в юрисдикцию Москвы и подтвердить поставление митрополита Гедеона. Послы обратились к находившемуся в Адрианополе великому везиру, который, стремясь сохранить хорошие отношения с Москвой, дал согласие на переход Киевской митрополии под власть Московского патриарха. Узнав об этом, Иерусалимский патриарх Досифей II неохотно согласился с этим решением и способствовал получению грамот у Дионисия, который приехал в Адрианополь, чтобы подтвердить свое очередное избрание патриархом у великого везира. 5 июня 1686 года Дионисий передал послам грамоты, адресованные царям, Московскому патриарху, гетману и Киевскому митрополиту, по которым он постоянно передавал управление Киевской митрополией Московскому патриарху и подтверждал поставление митрополита Гедеона. Послы вручили патриарху Дионисию 200 золотых и 120 соболей.
Похоронен в монастыре Раду-Водэ.